# Demony Normandii
Demony Normandii (ang. The Devils of D-Day) – powieść z gatunku horroru autorstwa Grahama Mastertona z 1978 roku.
W czasie II wojny światowej Normandię napadło 13 pomalowanych na czarno czołgów. Jeden z nich ciągle stoi przy drodze z zaspawanym włazem. W środku ukryty jest worek z kośćmi demona Elmeka. Demon zmusza głównego bohatera powieści by odnalazł pozostałe demony. Gdy będą razem na Ziemię powróci kanclerz piekieł – Adramelech, by stoczyć walkę z aniołami o władzę nad światem.

## Polskie wydanie
- wydawnictwo Amber
- wydawnictwo Albatros, Andrzej Kuryłowicz